# Adam Abramowicz (polityk)
Adam Krzysztof Abramowicz (ur. 10 marca 1961 w Białej Podlaskiej) – polski polityk, menedżer, poseł na Sejm VI, VII i VIII kadencji, w latach 2018–2024 rzecznik małych i średnich przedsiębiorców.

## Życiorys
Syn Antoniego i Antoniny Abramowiczów. Ukończył w 1985 studia na Wydziale Mechanicznym i Organizacji Górnictwa Politechniki Lubelskiej. Odbył studia podyplomowe w zakresie technologii wód, ścieków i odpadów na Wydziale Inżynierii Sanitarnej Politechniki Wrocławskiej, ukończone w 1988.
W latach 1986–1989 był zatrudniony w Wojewódzkim Przedsiębiorstwie Wodociągów i Kanalizacji w Białej Podlaskiej jako dyspozytor oczyszczalni ścieków. Od 1990 prowadzi własną działalność gospodarczą. W 2001 został prezesem zarządu Sieci Detalistów „Nasze Sklepy”.
W latach 1998–2002 (z listy Akcji Wyborczej Solidarność) i 2006–2007 zasiadał w radzie miasta Biała Podlaska. W wyborach samorządowych w 2006 bez powodzenia kandydował na stanowisko prezydenta Białej Podlaskiej, nieznacznie przegrywając w II turze. Startował z ramienia Prawa i Sprawiedliwości, do którego potem wstąpił. W wyborach parlamentarnych w 2007 z ramienia PiS uzyskał mandat poselski, otrzymując w okręgu chełmskim 11 970 głosów. W wyborach samorządowych w 2010 przeszedł do drugiej tury głosowania na urząd prezydenta miasta z poparciem PiS i niektórych działaczy PO, w tym Adama Chodzińskiego – kandydata Platformy z I tury wyborów.
W wyborach do Sejmu w 2011 z powodzeniem ubiegał się o reelekcję, dostał 12 708 głosów. Bezskutecznie kandydował w wyborach do Parlamentu Europejskiego w 2014. W wyborach do Sejmu w 2015 ponownie został wybrany na posła (otrzymał 10 500 głosów). W czerwcu 2018 premier Mateusz Morawiecki powołał Adama Abramowicza na stanowisko rzecznika małych i średnich przedsiębiorców; w konsekwencji polityk zrezygnował z członkostwa w PiS i z mandatu poselskiego. Urząd ten sprawował do czerwca 2024.

## Odznaczenia
- Cavaliere Orderu Gwiazdy Włoch – Włochy, 2014[9]